# Dodecaedru triaugmentat
În geometrie dodecaedrul triaugmentat este un poliedru convex construit prin augmentarea unui dodecaedru prin atașarea a trei piramide pentagonale (J2) la trei din fețele sale neadiacente. Este poliedrul Johnson J61. Când piramidele sunt atașate în ale moduri, rezultatul poate fi un dodecaedru augmentat (J58), un dodecaedru parabiaugmentat (J59), sau un dodecaedru metabiaugmentat (J60), iar dacă se admit și fețe realizate din triunghiuri isoscele, chiar și un dodecaedru pentakis. Având 24 de fețe, este un icositetraedru.

## Mărimi asociate
Următoarele formule pentru arie, A și volum, V sunt stabilite pentru lungimea laturilor tuturor poligoanelor (care sunt regulate) a:
{\displaystyle A={\frac {3}{4}}\left(5{\sqrt {3}}+3{\sqrt {25+10{\sqrt {5}}}}\right)a^{2}\approx 21,979487~a^{2},}
{\displaystyle V={\frac {5}{8}}\left(7+3{\sqrt {5}}\right)a^{3}\approx 8,567628~a^{3}.}